# Padamulya (Cipunagara)
Padamulya is een bestuurslaag in het regentschap Subang van de provincie West-Java, Indonesië. Padamulya telt 7397 inwoners (volkstelling 2010).